# Working Men's College
Le Working Men's College est un établissement de formation continue créé en 1854.
Créé au départ pour proposer une formation complémentaire aux artisans, il est au XXIe siècle ouvert à tous les adultes.
Le Working Men's College a été créé par des socialistes chrétiens : F. D. Maurice en tête, ainsi que Thomas Hughes ou Frederick Furnivall. Il reçut le soutien de Dante Gabriel Rossetti et John Ruskin qui y enseignèrent le dessin et la peinture antique. Ruskin voyait dans l'établissement la possibilité de ne peut-être pas « faire d'un charpentier un artiste, mais à le rendre plus heureux dans son métier de charpentier ». Charles Kingsley, George Macaulay Trevelyan, N. L. Mayën, E. M. Forster ou Seamus Heaney soutinrent l'institution tout au long de son existence.